# Музей історії авіації
Музей історії авіації — історико-авіаційний музей при Криворізькому коледжі Національного авіаційного університету в місті Кривий Ріг Дніпропетровської області України.

## Історія
21 квітня 1975 року до Дня Перемоги було відкрито музей історії цивільної авіації та трудової слави училища. Створено на основі авіаційно-технічної бази з ініціативи Якова Григоровича Ракітіна і працею курсантів 1-ї роти (Лисецький, Віхров), 14-ї роти (Тропачов), 5-ї роти (Бібічев В.) і 9-ї роти (Арутюнов А.).
У 1978—1990 роках директором був Яків Ракітін. Директорка — Іваніна Ніна Іванівна.
З метою військово-патріотичного виховання у 2017 році було створено зал військових подій на Донбасі (зал АТО), де широко подано фотодокументи та сучасна зброя з місцябоїв, а також особисті речійвійськова форма працівників коледжу – учасників бойових дій. Загалому залі показано 86 експонатів. Організація такого залу має на меті збереження пам'яті про внесок учасників АТО та підтримку патріотичних почуттів серед студентів та працівників коледжу.
Зал військових подій на Донбасі (зал АТО) створено для вшанування пам’яті учасників бойових дій та їхнього внеску в захист України. Він сприяє військово-патріотичному вихованню молоді, формує повагу до захисників Батьківщини. Такий зал допомагає студентам усвідомити ціну миру й незалежності.
У 2019 році музей відвідало 2625 осіб.

## Характеристика
Музей розташований на території Криворізького авіаційного коледжу в районі Змичка в Центрально-Міському районі Кривого Рогу по вулиці Туполєва 1.
Загальна площа становить 730 м², зберігається понад 4607 експонатів, один з яких входить до державної частини Музейного фонду України.
Основна зала музею оформлена у вигляді салону літака і висвітлює всі значущі події історії авіаційного коледжу. Навчальний заклад тричі визнавався кращим серед закладів цивільної авіації СРСР і нагороджувався перехідним Червоним прапором, який також виставлено тут.
Друга зала присвячена німецько-радянській війні, у ній розташована діорама «Форсування річки Інгулець» (1985).
Ще один зал, присвячений столітній історії розвитку авіації, відкрито в салоні літака Ту-114.
У музеї діє експозиція льотної техніки просто неба, в якій представлено 2 гелікоптери та 11 літаків, серед яких один із трьох збережених у світі Ту-114 і Ту-154Б із бортовим номером СРСР-85131, що брав участь у фільмуванні фільму «Екіпаж» (1979).

### Експонати авіаційної техніки
| №  | Ілюстрація | Модель  | Бортовий номер |
| -- | ---------- | ------- | -------------- |
| 1  |            | Ан-12   | СРСР-11344     |
| 2  |            | Ан-24Б  | СРСР-47754     |
| 3  |            | Ан-26   | СРСР-26575     |
| 4  | —          | Мі-8    | СРСР-11066     |
| 5  | —          | Мі-8    | СРСР-25275     |
| 6  |            | Ту-114  | СРСР-76485     |
| 7  |            | Ту-134  | СРСР-65615     |
| 8  |            | Ту-154Б | СРСР-85040     |
| 9  |            | Ту-154Б | СРСР-85131     |
| 10 |            | Ту-154Б | СРСР-85149     |
| 11 |            | Як-40   | СРСР-87766     |
| 12 |            | Як-40   | СРСР-87773     |
| 13 |            | Як-42   | СРСР-42533     |